# Université Hakim-Sabzévari
 (novembre 2015).
Si vous disposez d'ouvrages ou d'articles de référence ou si vous connaissez des sites web de qualité traitant du thème abordé ici, merci de compléter l'article en donnant les références utiles à sa vérifiabilité et en les liant à la section « Notes et références ».
L’Université Hakim Sabzévari (ancienne université Taribiat Moallem de Sabzévar), est une université de Sabzevar en Iran.

## Histoire
Fondée en 1987, en tant que succursale de l’université Tarbiat Moallem de Téhéran, avec l’appui des responsables de la Région et du Ministère de l’Enseignement Supérieur, l’Université Hakim Sabzévari a commencé son activité avec 164 étudiants en vue de préparer quatre diplômes de licence afin de former des enseignants en théologie, langue et littérature persanes, langue et littérature arabes, mathématiques. Depuis, elle n’a cessé d’étendre son activité en accueillant des étudiants de plus en plus nombreux pour préparer des diplômes de plus en plus variés.
À ce jour[Quand ?], l’UHS compte 32 départements, regroupant 139 champs disciplinaires pour des formations en licence (64 champs), licence discontinue (3champs), Master (59 champs) et doctorats (13 champs) dans 10 facultés : Lettres et Sciences humaines, Sciences de base, Ingénierie et Technologie, Architecture et Urbanisme, Éducation physique et Sciences du sport, Ingénierie électronique et Mécanique, Théologie et sciences de l’Islam, Géographie et Sciences de l’environnement, Ingénierie du pétrole et pétrochimie et Mathématiques et Informatique..
L’UHS compte près de 7 700 étudiants, 202 enseignants (59 attachés de cours, 125 maîtres assistants, 17 maîtres de conférences et 2 professeurs.

## Unités de recherches
Fondé en 1997, le Centre de Recherches en Géographie et Sciences sociales regroupe deux unités de recherche en géographie et sciences sociales et compte quatre membres titulaires enseignants et quinze autres membres attachés aux autres départements qui collaborent à mi-temps avec les équipes de recherches.
Ce centre a déjà mené à terme 63 projets de recherches et publié trois ouvrages. La revue spécialisée Études Géographiques des zones désertiques a vu le jour en 2006.